# トゥーンバ駅
トゥーンバ駅（英語：Toowoomba railway station）はオーストラリアクイーンズランド州トゥーンバ レールウェイ・ストリートおよびラッセル・ストリートにあるクイーンズランド鉄道ウェスタン線の駅。

## 概要
1992年10月21日にクイーンズランド州遺産登録に登録されている。

## 利用可能な鉄道路線／列車
クイーンズランド鉄道トラベルトレインの停車する列車は下記の通り。
ブリスベンとチャールビル間の夜行長距離列車ザ・ウェストランダー号 …ブリスベン方面 木・土、チャールビル方面 水・金 停車 

## バス
当駅から乗車できるバスは以下の通り。
路線バス :バス・クイーンズランド・トゥーンバ 